# Albin Winbo
Albin Eric Winbo (27 ottobre 1997) è un calciatore svedese, centrocampista del Varberg.

## Carriera
È uscito dal settore giovanile del Varbergs GIF, squadra con cui ha giocato anche in prima squadra nelle serie minori. Il suo ultimo anno con il club è stato il 2016, trascorso in Division 3 ovvero la quinta serie nazionale. Tra giovanili e prima squadra, è rimasto al Varbergs GIF per 15 anni.
Dal 2017 Winbo è diventato ufficialmente un giocatore del Tvååkers IF. Il suo primo anno di permanenza si è concluso con la promozione dalla Division 2 alla Division 1, il terzo livello del calcio svedese, categoria in cui ha militato nelle due successive stagioni. Nel 2018 ha contribuito con 25 presenze e 3 reti in un'annata conclusa dal Tvååkers IF al terzo posto in classifica, a due punti di distanza dal piazzamento per gli spareggi promozione. Al termine della stagione 2019, in cui Winbo ha messo a referto 6 gol in 28 partite di campionato, ha lasciato la squadra.
Il 26 novembre 2019 il Varbergs BoIS, squadra appena promossa in Allsvenskan per la prima volta nella sua storia, ha comunicato l'ingaggio di Winbo a parametro zero a partire dal gennaio seguente. Nel primo campionato in cui ha militato nella massima serie nazionale, Winbo ha segnato un gol (per il definitivo 3-2 nella trasferta vinta sul campo del Mjällby) e collezionato 25 presenze, di cui 9 da titolare e 16 subentrando dalla panchina. Nel corso della stagione, il suo contratto è stato rinnovato fino al termine dell'annata 2023.
L'11 agosto 2022 è passato ai norvegesi del Sandefjord con la formula del prestito, rimanendo fino al termine di una Eliteserien 2022 conclusa con una salvezza ottenuta a seguito degli spareggi. Nel gennaio 2023 si è invece trasferito a titolo definitivo agli irlandesi del Cork City, ma ha poi rescisso nel mese di luglio.
Dopo essere rimasto svincolato per alcuni mesi, nell'aprile 2024 è tornato a giocare in Svezia con l'ingaggio da parte dell'Östersund, squadra militante nel secondo campionato nazionale. L'accordo, che si estendeva fino al 31 dicembre 2024, è stato in realtà rescisso in anticipo, dato che Winbo ha lasciato i rossoneri il 7 luglio con sole tre partite giocate (tutte partendo dalla panchina) in poco più di tre mesi. Poche settimane dopo, il 30 luglio, è stato ufficializzato il ritorno di Winbo presso il suo vecchio club del Varbergs BoIS, il quale rispetto alla precedente parentesi era nel frattempo sceso in Superettan.